# 5415 Lyanzuridi
5415 Lyanzuridi è un asteroide della fascia principale. Scoperto nel 1978, presenta un'orbita caratterizzata da un semiasse maggiore pari a 2,2740950 UA e da un'eccentricità di 0,1241582, inclinata di 4,29235° rispetto all'eclittica.